# Темпа ла Мандра (Салерно)
Темпа ла Мандра је насеље у Италији у округу Салерно, региону Кампанија.
Према процени из 2011. у насељу је живело 601 становника. Насеље се налази на надморској висини од 506 м.